# Dromaeosaurus
Dromeosaurus var en rovdinosaurus, der levede i den sene kridttid. Dinosaurus-familien Dromaeosauridae er opkaldt efter denne dinosaurus, og den var den første art i gruppen, der blev fundet, men stadig en af de mindst forståede.

## Opdagelse
Barnum Brown (12. februar 1873 – 5. februar 1963), en respekteret og vellidt fossiljæger på sin tid, udgravede i 1914 de første rester af Dromaeosaurus nær Alberta's Red Deer River i Canada. Sammen med William Diller Matthew navngav han dinosaureren Dromaeosaurus i 1922, men dog på sparsomme beviser. Det eneste, der var fundet, var et kranie og nogle kæbeknogler samt et par lemmer og fodknogler.

## Udseende
Dromaeosaurus var højst sandsynligt en hurtig og kraftig jæger, der jagede i flokke. Ved at sammenligne nutidens udgravninger af andre Dromaeosaurus fossiler, kan man muligvis fastslå, at Dromaeosaurus havde store øjne, en høj, rund snude og kraftige kæber. Forarmene var muligvis mindre end bagbenene, men de var stadigvæk kraftige med skarpe kløer for enden. Bagbenene var også kraftige og havde et meget karakteristisk træk; på hver storetå var der en enorm "seglformet" klo, der var meget effektiv til at snitte i blødt kød med.   
Forskere har længe været i tvivl, om Dromaeosaurus var dækket af skæl eller fjer, men meget tyder på, at de var dækket af en slags dun, måske en primitiv form for fjer.